# Ближнє (Калінінградська область)
Ближнє (рос. Ближнее) — селище Полєського району, Калінінградської області Росії. Входить до складу Залісовського сільського поселення.
Населення —  59 осіб (2015 рік). 

## Населення
| 2002 | 2010 |
| ---- | ---- |
| 49   | ↗59  |